# تپه امامزاده علی اکبر قاسم
تپه امامزاده علی اکبر قاسم مربوط به سده‌های اولیه و میانه دوران‌های تاریخی پس از اسلام است و در شهرستان بوئین‌زهرا، روستای پرکام واقع شده و این اثر در تاریخ ۱۲ بهمن ۱۳۸۱ با شمارهٔ ثبت ۷۳۱۳ به‌عنوان یکی از آثار ملی ایران به ثبت رسیده است.